# Artisthick
Artisthick (littéralement L'Art est dense), homophone anglais d'"artistique", est un site web culturel regroupant des contributeurs marocains mais aussi étrangers, des blogueurs, des cinéphiles, des mélomanes unis par le lien de la francophonie. C'est « le premier site web culturel généraliste et collaboratif au Maroc fait par et pour des jeunes. Artisthick a pour principal objectif de se positionner comme une source d’information culturelle au Maroc. » Des personnalités telles que le réalisateur Hicham Lasri ont participé à une série de chroniques. Le site a été nommé aux Maroc Web Awards en 2012 dans deux catégories: article de l'année ("Le Marocain, cet inculte" de Naoufel Dkier) et webzine de l'année. Artisthick reçoit en 2013 environ 40 000 visiteurs par mois dont plus de 60% sont âgés de 18 à 24 ans.

## Rubriques

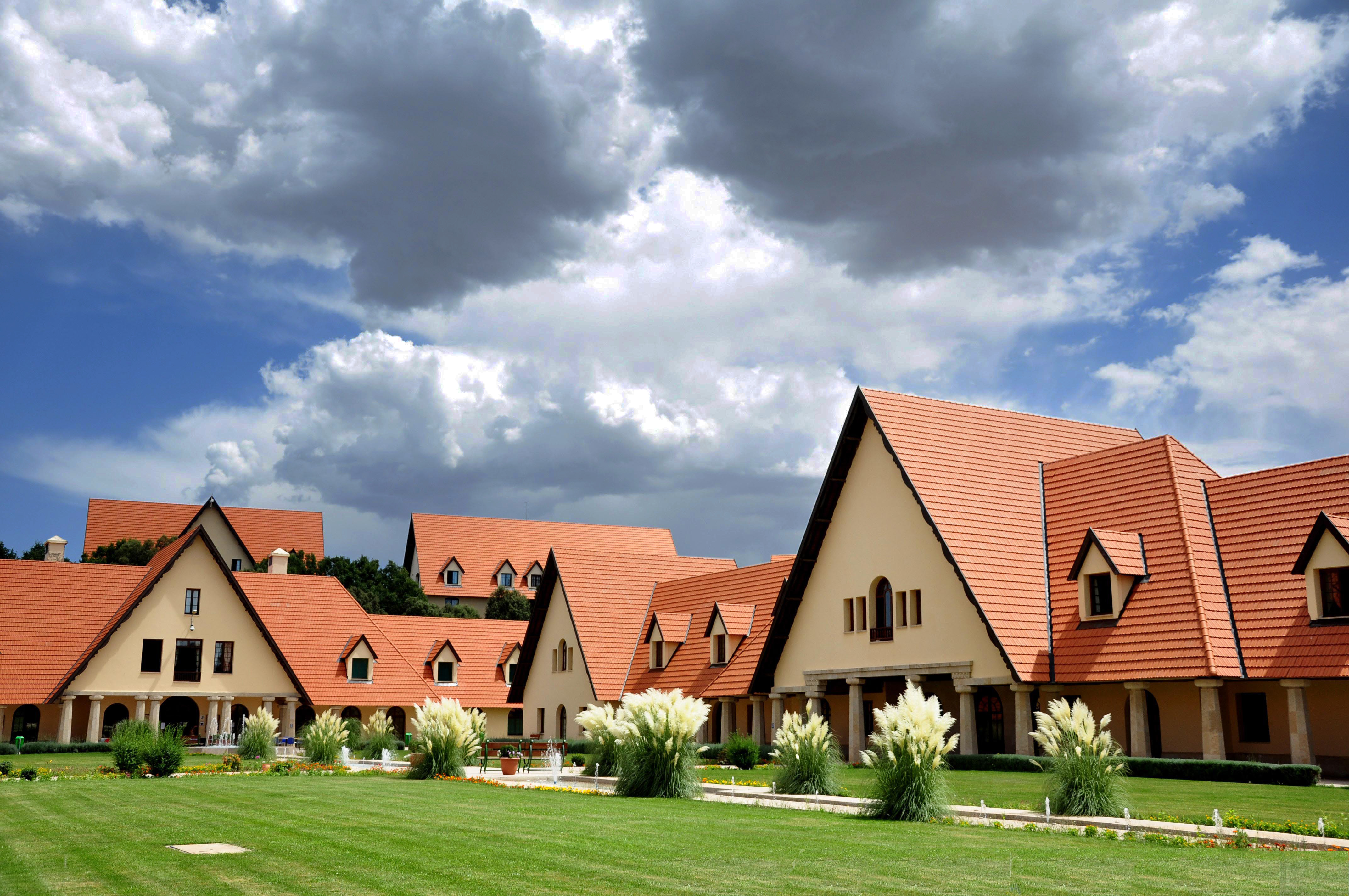
C'est entre les murs de l'Université Al Akhawayn qu'est né Artisthick

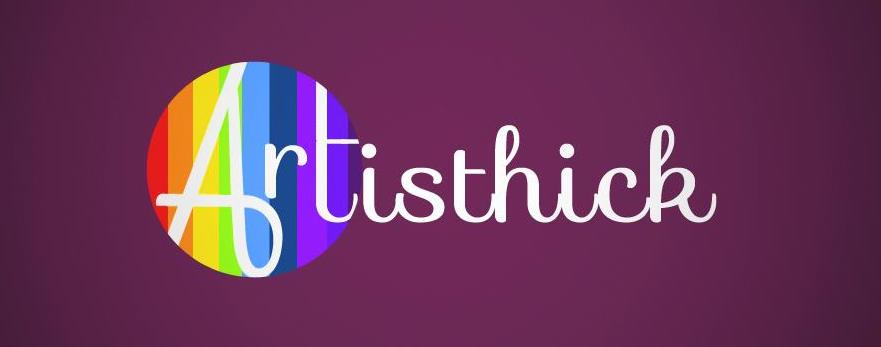
Le logo utilisé par Artisthik jusqu'en mars 2013

- Musique
- Cinéma
- Photographie
- Événements culturels
- Arts plastiques
- Littérature
- Scène
- Médias
- Actualité
- Critiques

et autres.

## Dans les médias
- 1er mai 2013: "Webzines culturels : une bouffée d’air frais", article de Sana Guessous paru dans La Vie éco (Lire en ligne)

« Nos rédacteurs ne sont guidés que par leur motivation et leur passion. Ce qui nous différencie d’un média traditionnel, c’est cette fraîcheur et cette liberté de ton qu’on essaie d’adopter »

— Yacine Kaouti fondateur d'Artisthick
- 12 janvier 2014: "Webzines au Maroc, de quoi vivent-ils ?", article paru dans Telquel  (Lire en ligne)